# Rivergrove, Oregon
Rivergrove là một thành phố trong quận Clackamas, tiểu bang Oregon, Hoa Kỳ. Dân số theo điều tra dân số năm 2000 là 324. Tên của thành phố là sự tên kết hợp của sông Tualatin (là con sông hình thành ranh giới phía nam thành phố) và Lake Grove, một cộng đồng mà hiện nay là một phần của  thành phố Lake Oswego.

## Lịch sử
Rivergrove bắt đầu tồn tại vào ngày 27 tháng 1 năm 1971 sau một cuộc bỏ phiếu với kết quả 57-48 đồng thuận việc Hội đồng khu tự quản. Cư dân sợ rằng khu định cư của họ sẽ bị hợp nhất vào thành phố Lake Oswego ở phía tây bắc hay thành phố Tualatin ở phía tây nam.

## Địa lý
Rivergrove nằm ở vị trí 45°23′7″B 122°44′2″T / 45,38528°B 122,73389°TĐã đưa tham số không hợp lệ vào hàm {{#coordinates:}} (45.385199, -122.733977)1.
Theo Cục điều tra dân số Hoa Kỳ, thành phố có tổng diện tích là 0,2 dặm vuông Anh (0,5 km²), tất cả đều là đất.